# Thomontocypris repanda
Thomontocypris repanda is een mosselkreeftjessoort uit de familie van de Pontocyprididae. De wetenschappelijke naam van de soort is voor het eerst geldig gepubliceerd in 1987 door Maddocks & Steineck.